# Loving the Alien
Loving the Alien är en sång skriven av David Bowie och utgiven på albumet Tonight 1984. Den släpptes även som singel i maj 1985 med låten "Don't Look Down", också från Tonight, som B-sida. Singeln nådde 19:e plats på den brittiska singellistan.